# Adolf Schröter
Adolf Schröter (* 9. Januar 1904 in Frankfurt (Oder); † 18. Oktober 1997 in Marburg) war ein deutscher Porträt- und Landschaftsmaler, Druckgrafiker und Kunsterzieher.

## Leben
Am Beginn des Berufswegs Adolf Schröters stand eine vierjährige Ausbildung in Lithografie und Gebrauchsgrafik an einem Betrieb seiner Heimatstadt. Daran schloss sich ab 1923 ein Kunsterzieherstudium an der Kunstschule Weimar an. Er schilderte es später als studentische „Weimarer Bohème“; er gehörte anscheinend dort zu jener Minderheit, die stetig produktiv an sich arbeiteten. 
Als Selbstbelohnung für die Ausbildungsjahre verlebte er gemäß seinen zeitgenössischen Wandervogel-Werten einen naturnahen halbjährigen Studienaufenthalt auf den Lofoten-Inseln in Nordnorwegen, teilweise finanziert durch Lehrtätigkeit an der örtlichen Heimvolkshochschule. Anschließend absolvierte er 1928 ein einjähriges Referendariat zum Kunsterzieher am Realgymnasium seiner Geburtsstadt. Und danach ging er erneut für ein halbes Jahr nach Nordeuropa, diesmal in den äußersten Nordwesten, nach Island. Als freiberuflicher Landschaftsmaler und Porträtist organisierte er sich Ausstellungen in Nordnorwegen, Reykjavík, Greifswald, Frankfurt (Oder), Berlin und Königsberg. In dieser entstand das Manuskript „Islandfahrt eines deutschen Malers“ von 1929, das aber nicht in Buchform veröffentlicht wurde. Ab 1930 eröffnete er ein eigenes Atelier in Frankfurt (Oder). Auch für denkmalschützerische Aufgaben wie die Glasfenster der dortigen Marienkirche war er tätig.
Ab 1934 gelang ihm zunächst der Einstieg als Dozent an der damaligen Hochschule für Lehrerbildung in Frankfurt (Oder) mit nachfolgender Ernennung zum Professor. Im Jahr darauf heiratete er seine Frau Dorothea, mit der gemeinsam er in den folgenden 12 Jahren insgesamt 8 Kindern das Leben schenkte. Die 1939 unweigerliche Einberufung zum Kriegsdienst verlief auch deswegen für ihn glimpflich, da wegen Rücksicht auf seine große Familie er statt an der Front heimatnah in der Etappe eingesetzt wurde. Nach der Entlassung aus der US-amerikanischen Gefangenschaft zog er 1945 mit seiner Familie zunächst für drei Jahre ins mittelhessische Dorf Hachborn im Ebsdorfergrund nahe Marburg.  
Da er nicht zugunsten der im Nachkriegskontext nahezu ausschließlich erwünschten „abstrakten Malstile“ seine bisherige „gegenständliche“ malerische Praxis aufgeben wollte, blieb ihm damals der mögliche Weg versperrt, über die Philipps-Universität an seine Professorenlaufbahn anzuknüpfen. Stattdessen nahm er, da eine große Familie durchzubringen war, das Angebot einer Kunstpädagogenstelle an Gymnasien in Rheinland-Pfalz wahr, das ihn acht Jahre lang dort hielt. Ab 1956 ergab sich für ihn die sogleich genutzte Chance, auf eine gleichwertige Stelle am Gymnasium Martin-Luther-Schule in Marburg zu wechseln, die er bis zur Pensionierung 1969 ausfüllte. Seine Ehefrau verstarb 1963.
Nach Eintritt in den (Un-)Ruhestand unternahm er zusammen mit einer neuen Lebensgefährtin ausgedehnte Studienreisen. Es zog ihn erneut nach Skandinavien und nach Island (1978); er bereiste und erkundete Griechenland, Spanien, Italien, Österreich, Jugoslawien, Frankreich, die Kanarischen Inseln und mehr. Seit 1973 organisierte er etwa dreißig eigene Einzelausstellungen mit Malerei und Druckgrafiken unter diversen Thematiken wie Landschaft, Denkmalpflege, Umweltproblematik in Deutschland, der Schweiz und Jugoslawien. Zum 80. Geburtstag 1984 feierte man ihn mit jeweils einer großen Werkschau im Universitätsmuseum für Kunst und Kulturgeschichte Marburg sowie in der Kongresshalle Gießen. 
Da ihn seine Gesundheit nicht im Stich ließ, blieb er bis ins höchste Alter aktiv, bis zuletzt ein begeisterter Gärtner und Zeichner seines großen häuslichen Naturgartens. Er wurde über 93 Jahre alt, bevor er im Oktober 1997 die Augen für immer schloss.

## Werk
Innerhalb seines umfangreichen Œuvres sind seine Islandausstellungen besonders bemerkenswert. Unter der Schirmherrschaft der Isländischen Botschaft fanden im Laufe der Jahre solche statt in Köln, Dortmund, Eisenach, Marburg und Bonn, dort in der Deutschen Parlamentarischen Gesellschaft (DPG). Außerdem wurden von der Deutsch-Isländischen Gesellschaft Köln im Jahrbuch Nr. 10 die Tagebuchaufzeichnungen von 1929 mit 10 Abbildungen veröffentlicht. 
Im denkmalpflegerischen Bereich erwarben er und seine Lebensgefährtin, Ilse Hannsz, sich große Verdienste um den Förderkreis Alte Kirchen Marburg sowie ähnliche Vereine in Berlin-Brandenburg und Frankfurt an der Oder. Außer einer Menge organisatorischer Mitarbeit leistete Adolf Schröter eine Vielzahl zeichnerischer Dokumentationen von erhaltenswerten alten Kirchen und anderen Bauwerken in Hessen, deren Präsentation auf Hessentagen und denkmalpflegerischen Kongressen im In- und Ausland zugunsten gemeinnütziger Zwecke.
Als begeisterungsfähiger Pädagoge, der er nicht nur im Brotberuf gewesen war, beteiligte er sich aktiv an zehn „Kunstmärkten“ in Marburg mit Vorführungen in der grafischen Technik Radierung, Aquarellmalerei und Untermalung. 

## Ausstellungen
Ende 2004 wurde im Kunst Forum Arbeitsgericht Marburg eine umfassende Retrospektive ausgerichtet, „Das Große im Kleinen sehen - Adolf Schröter zum 100. Geburtstag“.

## Kataloge
- Adolf Schröter: „Gemälde, Aquarelle, Tuschzeichnungen“. Grosshesselohe 1983
- Impressionen aus Schlesien, Böhmen und Mähren : Aquarelle und Handzeichnungen von Adolf Schröter ; Ausstellung in der Bibliothek des J.-G.-Herder-Instituts Marburg 1981
- Landschaft und Menschen jenseits der Oder : Aquarelle und Handzeichnungen von Adolf Schröter ; Ausstellung in der Bibliothek des J.-G.-Herder-Instituts Marburg 1980